# Бакланов, Иван Фёдорович
Иван Фёдорович Бакланов (30 апреля 1915, с. Сосуновка — 1979 год, Караганда, Казахская ССР) — передовик производства, токарь Ново-Карагандинского машиностроительного завода имени 50-летия Октябрьской революции Министерства тяжёлого, энергетического и транспортного машиностроения СССР, Карагандинская область, Казахская ССР. Герой Социалистического Труда (1971).

## Биография
Родился в 1915 году в крестьянской семье в селе Сосуновка (ныне — Атяшевский район Мордовии).
Трудовую деятельность начал в 1931 году. Трудился плотником в Карагандинском управлении промышленности. Потом до 1941 года работал токарем на рудоремонтном заводе в Караганде. С 1942 года — токарь Карагандинского машиностроительного завода имени Пархоменко и с 1956 года — токарь Ново-Карагандинского машиностроительного завода имени 50-летия Октябрьской революции.
Достигнув высокой рабочей квалификации, ежегодно перевыполнял производственные задания. Внёс несколько рационализаторских предложений, в результате чего значительно возросла производительность труда. По результатам Семилетки (1959—1965) был награждён 9 июля 1966 года Орденом Трудового Знамени. Досрочно выполнил планы Восьмая пятилетки (1966—1970) и личные социалистические обязательства.
Указом Президиума Верховного Совета СССР от 5 апреля 1971 года за особые заслуги в выполнении пятилетнего плана удостоен звания Героя Социалистического Труда с вручением ордена Ленина и золотой медали «Серп и Молот».
С 1974 года — резьбошлифовальщик Ново-Карагандинского машиностроительного завода имени 50-летия Октябрьской революции.
После выхода на пенсию проживал в Караганде, где скончался в 1979 году.